# Priesnia (rzeka)
Priesnia (ros. Пресня) – niewielka rzeka w centrum w Moskwy, lewy dopływ rzeki Moskwy. W XIX wieku była potocznie nazywana "Sikorką".
Priesnia płynie na odcinku 4,5 km, obecnie w pełni ujęta w podziemny kolektor. Swój bieg rozpoczyna w rejonie moskiewskiego dworca Obywatelskiego, przepływa pod parkiem Piotrowskim i uchodzi do rzeki Moskwy w okolicy mostu Nowoarbatskiego. Priesnia zbiera po drodze wody strug Kabanko i Bubnej. W dolnym biegu, w pobliżu Białego Domu, pozostałością po niej jest Garbaty most, łączący niegdyś centrum Moskwy z przedmieściami. Priesnienskie Stawy w moskiewskim zoo są pozostałością jej starorzecza.